# 吉田潔
吉田 潔（よしだ きよし、1964年 - ）は、日本の作曲家、編曲家、音楽プロデューサー。東京生まれ神奈川県横浜市育ち。

## 経歴
1985年から1987年までバークリー音楽大学にてコンテンポラリー・アレンジ、映像音楽を専攻。帰国後にシンセシスト、音楽プロデューサーとして劇伴音楽、サウンドトラック、CM等作曲を手掛ける。
1999年に『打 ASIAN DRUMS』を発表。以降、『打 ASIAN DRUMS II』・『祭』・『UBUD』・『UBUD dua』・『UBUD Tiga』・『武士（もののふ）』をリリース。『打 ASIAN DRUMS』『武士』は日本を含む16カ国で発売され、日本、アジアの要素をモチーフとした作風のアーティストとして高い評価を受ける。
2004年に山本寛斎スーパーショー『アボルダージュ』において音楽制作に関わり、以後愛知万博オープニングイベント『とぶぞっ!』（2005年）、山本寛斎スーパーショー『太陽の船』（2007年）、日本インドネシア国交50周年イベント『Festival of Life in Indonesia』（2009年）で音楽監督を務め、イベント音楽演出の分野でも活動をおこなう。
2012年にはスイスで開催されたダボス会議上映作品『Beyond The Tsunami』の音楽を担当。同作品はディスカバリーチャンネルにて169の国と地域で放送され、共同制作のNHKでは『渡辺謙・僕に、できること』として再編集、放送された。

## 作品・活動
1996年
- 『勇気の引力』 - 松浦有希とユニット。
- 「私らしく」（テレビアニメ『機動戦艦ナデシコ』エンディング） - 作曲（シングルCD「YOU GET TO BURNING」にC/Wとして収録）

1999年
- 『打 Asian Drums』（CHCB-10013）日本を含む16カ国で発売され、特にアメリカでは高い評価を受ける。

2001年
- 『打 Asian Drums II』（CHCB-10027）
- NHKスペシャル『日本人 はるかな旅』（テーマ、番組音楽） - アルバムとしてリリース（CHCB-10033）
- NHK BS Hi『ハイビジョンスペシャル』（オープニングロゴ）
- 『UBUD』（CHCB-30009）- ユニット「UBUD」名義

2002年
- NHKスペシャル『地球市場、富の攻防』（テーマ・番組音楽）- 加古隆と共作

2003年
- NHK『世界の動物カメラマン、野生へのまなざし』（テーマ、番組音楽）
- NHK BS Hi『パンダスペシャルデー（特番）』（テーマ音楽）
- NHK『にんげんドキュメント』（オープニングロゴ）

2004年
- NHK BS Hi『遠くにありて にっぽん人』（テーマ音楽）
- NHK BS Hi『カメラマン岩合光昭中国秦嶺山脈を撮る』（テーマ、番組音楽）
- 『UBUD DUA』（CHCB-10052） - ユニット「UBUD」名義
- 山本寛斎スーパーショー『アボルダージュ』（日本武道館） - 音楽制作（加古隆と共作）
- 「音と動きのハーモニー2004」 - 日本体育大学体操部からの委嘱による作曲

2005年
- NHKスペシャル『一瞬の戦後史』（テーマ、番組音楽）
- 愛知万博オープニングイベント『とぶぞっ!いのちの祭』（音楽監督）
- 「音と動きのハーモニー2005」- 日本体育大学体操部からの委嘱による作曲

2006年
- アニメ映画『時をかける少女』（音楽） - アルバムとしてリリース（PCCR.00434）
- 「音と動きのハーモニー2006」 - 日本体育大学体操部からの委嘱による作曲
- GALA国際体操祭（上越市直江津）テーマ曲
- 『祭』（CHCB-10070） - 山本寛斎との出逢いから生まれた楽曲をまとめたアルバム。2007年に海外でも発売された。

2007年
- 山本寛斎スーパーショー『太陽の船』（音楽監督）
- NHKスペシャル『新・シルクロード』（「激動の大地をゆく」編の挿入曲） - アルバムとしてリリース（SICC 720）2009年に作家コンプリート盤『Amal』としてもリリースされている。
- テレビアニメ『シグルイ』（音楽） - アルバムとしてリリース（GNCA 1145）
- 西沢サトシ『too soft to touch, too sweet to bite』（サウンドプロデュース）

2008年
- テレビアニメ『カイバ』（音楽）
- 『UBUD Tiga』（CHCB-10081） - ユニット「UBUD」名義
- サラゴサ国際博覧会オープニングイベント（音楽監修）
- テレビアニメ『黒塚 KUROZUKA』（音楽）
- NHK国際放送『Asian Voices』（テーマ音楽）

2009年
- テレビ朝日『ロンドンハーツ』狩野英孝『50TA』プロジェクト（アレンジ）
- ワールド・ベースボール・クラシック東京ラウンドオープニングセレモニー（音楽）
- 山本寛斎スーパーショー『Festival of Life in Indonesia』（音楽監督）
- 「音と動きのハーモニー2009」- 日本体育大学体操部からの委嘱による作曲
- NHKスペシャル『チャイナパワー』[2]（音楽）

2010年
- ドキュメンタリー映画『ヤノマミ』（音楽）

2011年
- 『武士 Mononofu』（CHCB-10097）

2012年
- 「Cure」 - 宮本笑里のアルバム『renaissance』への提供曲
- 映像作品『Beyond The Tsunami』（音楽） - ダボス会議で上映
- ドキュメンタリー映画『天のしずく 辰巳芳子"いのちのスープ"』（音楽）

2016年
- 中国のアニメ映画『紅き大魚の伝説』（原題：大魚海棠 / 音楽）